# 石橋謹二
石橋 謹二（いしばし きんじ、旧姓・藤崎、1853年5月17日〈嘉永6年4月10日〉 - 1925年〈大正14年〉1月18日）は、日本の政治家（貴族院議員）、千葉県多額納税者、千葉県の大地主、資産家、銀行家（佐原興業銀行頭取）、名望家。従五位勲三等。族籍は千葉県平民。

## 経歴
千葉県平民・藤崎三郎兵衛の二男。石橋五郎左衛門の養子となり、1888年に家督を相続。金銭貸付業、農業を営む。本大須賀村長をつとめる。佐原税務署所得税調査委員、宅地賃貸価格調査委員、東京税務監督局所得及同営業税審査委員等に挙げられる。
1911年、貴族院議員に互選され、茶話会に所属して、同年9月29日から死去まで2期在任した。
佐原町に金融機関が不備なことを残念に思い、佐原興業銀行の創立委員長として奔走し、成立すると頭取に挙げられた。

## 人物
香取郡本大須賀村久井崎の富豪で名望がある。石橋について『大正人名辞典』で「君資性温健、純朴なるを以て名望期せずして君に集り、而して県下有数の敏腕家たり」と評されている。住所は千葉県香取郡本大須賀村久井崎（のち昭栄村、大栄町、現成田市）。

## 家族・親族
石橋家
- 養父・五郎左衛門[2][7][16]（1831年 - 1911年、素封家）
- 養母・いね（1836年 - ?、千葉、藤崎浅右衛門の二女）[2][6]
- 妻・はる（1862年 - ?、千葉、小川勝愛の長女）[2][7]
- 養弟[7]
- 長男・敬五郎[2]（1878年 - ?、香取郡津富浦尋常高等小学校訓導兼校長[17]）
  - 同妻・ひで（1885年 - ?、千葉、大島七之助の長女）[2]
  - 同長女・貞（1904年 - ?）[6]
  - 同長男・毅[7]（1909年 - ?、計器製作業、石橋計器製作所主）
- 二男・左五郎（1889年 - ?、分家[7]、医師[18]） - 1918年、京都帝国大学医科大学卒業[19]、医学士[7]。
  - 同妻・ヤイ（1895年 - ?、新潟、竹原清次郎の二女）[7]
- 三男・保（1896年 - ?、分家）[7]
  - 同妻・のぶ（1897年 - ?、千葉、大島七之助の二女）[7]
- 孫[7]